# Phyllolyma maculata
Phyllolyma maculata är en insektsart som beskrevs av Taylor 1990. Phyllolyma maculata ingår i släktet Phyllolyma och familjen rundbladloppor. Inga underarter finns listade i Catalogue of Life.